# リバーサイドミュージック
有限会社リバーサイド・ミュージックは、東京都世田谷区にある音楽事務所。代表取締役は河辺健宏。

## 概要
音楽制作の他、アーティストのプロデュース／マネージメント、音楽作家のマネージメント、CM音楽制作プロデュースなどを行っている。
当初は、美少女ゲームにはCATSのプロデュースのもと、音楽製作業務を請け負っていたが、2002年7月、自社レーベルとしてfeelを発足させる。
発足当時は歌手の佐藤ひろ美が在籍し、多くの楽曲で歌唱していた。
その後、主力メンバーにあたる上松範康･藤田淳平･藤間仁の3名が同社を円満退社し、2004年3月、新プロジェクトElements Gardenを結成したことを受け、feelは同年6月中旬をもって活動を休止した。

## 同社所属のアーティスト
畔涼子／PHATE／ウヨンタナ　他